# Russell Freedman
Russell Freedman, född 11 oktober 1929 i San Francisco, Kalifornien, död 16 mars 2018 i New York, var en amerikansk barnboksförfattare och illustratör som skrivit ett femtiotal böcker för barn och ungdom. Sina mest prestigefyllda priser blev han tilldelad på äldre dagar, exempelvis Newberymedaljen 1988 för den illustrerade Lincoln-biografin Lincoln: A Photobiography. År 1998 mottog han även Laura Ingalls Wilder Medal för hans livslånga bidrag till barnlitteratur.